# Semiothisa baegerti
Semiothisa baegerti är en fjärilsart som beskrevs av Frederick H. Rindge 1976. Semiothisa baegerti ingår i släktet Semiothisa och familjen mätare. Inga underarter finns listade i Catalogue of Life.